# Martin Page-Relo

a Compétitions nationales et continentales officielles uniquement.

b Matchs officiels uniquement.
Dernière mise à jour le 1 juillet 2025.
Martin Page-Relo, né le 6 janvier 1999 à L'Isle-Jourdain (Gers), est un joueur international italien de rugby à XV qui évolue au poste de demi de mêlée.

## Biographie

### Jeunesse et formation
Martin Page-Relo naît le 6 janvier 1999 à L'Isle-Jourdain, en France. Il est d'origine italienne par ses grands-parents maternels. Il commence le rugby à l'âge de 5 ans dans sa ville natale, dans le Gers, avant d'être recruté par le Stade toulousain en 2012. Il a par conséquent le statut de JIFF.

### Débuts en prêt à Carcassonne (2020-2021)
Martin Page-Relo est prêté à l'US Carcassonne pour la saison 2020-2021 afin de gagner du temps de jeu et de l'expérience,. Il fait ses débuts le 13 septembre 2020, lors d'une rencontre face à Oyonnax rugby en entrant à la 56e minute de jeu à la place de Damien Añon. En mars 2021, il est titularisé pour un match contre Nevers, au cours duquel il inscrit son premier essai professionnel. Il gagne rapidement sa place avec l'USC et joue 19 matchs de Pro D2. Sous Christian Labit, il obtient du temps de jeu lui permettant de beaucoup progresser durant la saison, facilitant ainsi son retour de prêt à Toulouse.

### Retour au Stade toulousain (2021-2023)
Pour la saison 2021-2022, Martin Page Relo fait son retour au Stade toulousain. Durant cette saison, il est en concurrence, pour le rôle de doublure d'Antoine Dupont, avec Alexi Balès, et Baptiste Germain. Malgré cette forte concurrence à son poste, il joue onze matchs toutes compétitions confondues. À l'issue de la saison, il prolonge son contrat avec le Stade toulousain d'une saison, soit jusqu'en 2023.
Durant la saison 2022-2023, il devient la doublure d'Antoine Dupont en concurrence avec Paul Graou, après le départ à la retraite de Balès et le prêt de Germain. En début de saison, il profite d'une blessure à la main de Graou pour enchaîner quelques feuilles de matchs. En mars 2023, il est sélectionné pour la première fois de sa carrière avec l'équipe d'Italie, afin de préparer la quatrième journée du Tournoi des Six Nations 2023, contre le Pays de Galles. Il est éligible pour jouer avec la Squadra Azzurra car ses grands-parents maternels sont nés en Italie,. Il n'est cependant pas sur la feuille de match, devancé par Stephen Varney et Alessandro Fusco. En mai suivant, il est de nouveau appelé avec la Squadra Azzurra dans un groupe de 46 joueurs pour préparer la Coupe du monde 2023. De retour à Toulouse, son club termine à la première place de la saison régulière, se qualifiant donc en demi-finale où ils battent largement le Racing 92 sur le score de 41 à 14 et retrouvent donc le Stade rochelais en finale, comme en 2021,. En finale, dans un match très serré, Toulouse s'impose en fin de match et l'emporte 29 à 26,,. Bien que Martin Page-Relo ne participe pas aux phases finales, il est tout de même sacré champion de France pour la première fois de sa carrière.

### Transfert au Lyon OU et international italien (depuis 2023)
À la fin de la saison 2022-2023, sans avoir réussi à vraiment s'y imposer, Martin Page-Relo quitte son club formateur pour rejoindre Lyon OU afin de remplacer Jonathan Pélissié. Il y signe un contrat de deux ans, soit jusqu'en 2025,. Dans le club rhodanien, il est en concurrence dès son arrivée avec les internationaux français Baptiste Couilloud et Jean-Marc Doussain, ce qui ne lui garantit pas plus de temps de jeu qu'à Toulouse.
Fin juillet 2023, il joue son premier match sous les couleurs italiennes en étant titularisé face à l'Écosse lors d'un test match de préparation à la Coupe du monde 2023.
En janvier 2024, il est convoqué pour le Tournoi des Six Nations.
En février 2025, il est annoncé qu'il quitte Lyon pour signer en faveur de l'Union Bordeaux Bègles à compter de la saison 2025-2026. 

## Statistiques internationales
| Année | Compétition    | Matchs | Points | Essais | Transf. | Drops | Pénal. |
| ----- | -------------- | ------ | ------ | ------ | ------- | ----- | ------ |
| 2023  | Test matchs    | 2      | 5      | 1      | -       | -     | -      |
| 2023  | Coupe du monde | 2      | -      | -      | -       | -     | -      |
| Total | Total          | 4      | 5      | 1      | -       | -     | -      |

## Palmarès
- Vainqueur du Championnat de France en 2023 avec le Stade toulousain.
- Finaliste de la Challenge Cup en 2025 avec le Lyon OU.